# Guy-Victor Duperre
Guy-Victor Duperre, francoski admiral, * 20. februar 1775, La Rochelle, † 2. november 1846, Pariz.